# Distretto di Balya
Il distretto di Balya (in turco: Balya ilçesi) è un distretto della Turchia nella provincia di Balıkesir con 14.273 abitanti (dato 2012) dei quali 1.700 urbani e 12.573 rurali 
Il capoluogo è la città di Balya.

## Geografia antropica

### Suddivisioni amministrative
Il distretto è suddiviso in 2 comuni (Belediye e 43 villaggi (Köy)